# Islamische Gemeinschaft Millî Görüş
Die Islamische Gemeinschaft Millî Görüş e. V. (Abk. „IGMG“, türkisch İslâm Toplumu Millî Görüş) ist ein seit 1995 eingetragener Verein mit Sitz in Köln. Sie ist aus der islamistischen Millî-Görüş-Bewegung in der Türkei entstanden und ist eine der größten sunnitisch-islamischen Gemeinschaften in Deutschland. Die IGMG ist Mitglied im Islamrat für die Bundesrepublik Deutschland, der wiederum Gründungsmitglied des Koordinationsrats der Muslime ist. 

## Geschichte
Im Zuge der Gastarbeiteranwerbung ab den 1960er Jahren kamen aus der Türkei und anderen Ländern mehrere Millionen Muslime nach Westeuropa. Anfang der 1970er Jahre richteten sich muslimische Arbeiter zur Verrichtung ihrer Gebete kleine Gebetsstätten ein. Ende der 1970er Jahre kam es aus organisatorischen Gründen zunächst zu regionalen, später zu überregionalen Zusammenschlüssen dieser Gemeinden. Aus dieser Konzentrationsbewegung gingen die Vorläufer der IGMG hervor. Die IGMG selbst wurde im Jahr 1995 gegründet. Im Jahr 2001 sagte Necmettin Erbakan, der Gründer der Millî-Görüş-Bewegung, auf der 7. Vollversammlung der IGMG in Hagen, dass die Muslime in Deutschland "ganz sicher an die Macht kommen" würden.

## Struktur
Die religiösen, kulturellen und sozialen Dienstleistungen der IGMG werden je nach Aufgabenstellung vom Zentralverband, den Regionalverbänden und den Moscheegemeinden wahrgenommen. Letztere stellen die Infrastruktur für die tägliche Religionsausübung wie Gebetsräume und Imame zur Verfügung.
Eigenen Angaben zufolge unterhält die IGMG weltweit 518 Moscheegemeinden, von denen 304 ihren Sitz in Deutschland haben, und insgesamt etwa 2.330 Einrichtungen. Organisatorisch sind die lokalen Gemeinden in 35 Regionalverbänden zusammengefasst, 15 davon in Deutschland. Die Gesamtmitgliederzahl wird mit 127.000 beziffert, die Gemeindegröße liege bei etwa 350.000 Personen. Die Mitglieder- bzw. Anhängerzahl wird in Deutschland mit 31.000 angegeben.

### Vorstand

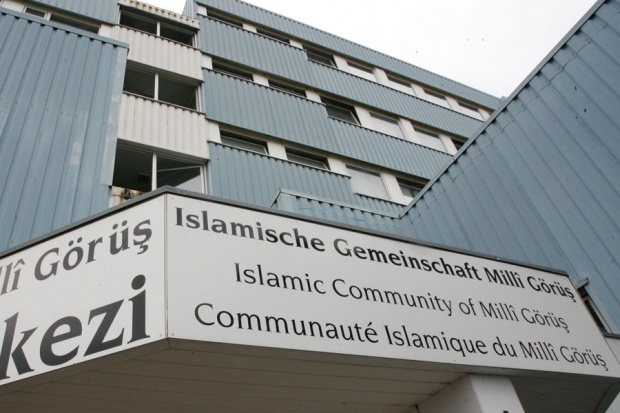
Ehemalige Zentrale von Millî Görüş

Vorsitzender der IGMG ist seit Mai 2011 Kemal Ergün. Generalsekretär ist seit 2022 Ali Mete.

### Tätigkeitsbereiche
Die IGMG bietet den Muslimen umfassende Dienstleistungen an, wie sie typischerweise von Religionsgemeinschaften erbracht werden. Dazu gehören: Irschad (Religiöse Wegweisung), Bildung, soziale Dienste und Gemeindeentwicklung. Die Frauen haben ihre Organisation namens „Frauen-Gemeinschaft“ (KT = türkisch Kadınlar Teşkilatı), die jugendlichen Frauen haben wiederum deren eigene Gemeinschaft d. h. „Jugendliche-Frauen-Gemeinschaft“ (KGT= türkisch Kadınlar Gençlik Teşkilatı).

### Publikationen
Camia, die Verbandszeitung der IGMG, erscheint im Zweiwochenrhythmus und hat eine Auflage von 45.000. In der Camia werden die Gemeindeangehörigen der IGMG über Neuigkeiten aus der IGMG Zentrale, aus den Regionalverbänden und den Moscheevereinen vor Ort informiert. Religiöse Texte, ein Familien- und Jugendteil, ein Kunst- und Kulturteil sowie themenrelevante Nachrichtentexte gehören ebenfalls zu den festen Inhalten der Zeitung. Die Camia ist vergleichbar mit klassischen Verbandszeitschriften anderer religiöser Organisationen, ist in diesem Umfang aber einmalig unter den islamischen Religionsgemeinschaften mit Hauptsitz in Deutschland.
Das Monatsmagazin Perspektif wird europaweit verbreitet.

### Eigene Ausbildung von Imamen und Religionspädagoginnen
Laut einer Erhebung des BAMF unterhält die IGMG seit 2016 eine Bildungsakademie zur Ausbildung religiösen Personal (30 Absolventinnen und Absolventen pro Jahr) am Standort der durch den Dachverband Islamrat 2014 eingerichteten Berufsfachschule für muslimische Führungskräfte in Mainz (Rheinland-Pfalz) für männliche Schüler und in Bergkamen (NRW) für Schülerinnen. Ziel der 3-jährigen Berufsschulausbildung sei die Befähigung zur "Durchführung von gottesdienstlichen und religionspädagogischen Tätigkeiten als Imam oder theologische Fachkraft".

## Beobachtung durch den Verfassungsschutz
Aufgrund der Entstehungsgeschichte wurde die IGMG vom Bundesamt für Verfassungsschutz (BfV) sowie von einigen Landesämtern (LfV) über mehrere Jahre beobachtet. Das BfV ordnet die IGMG dem so genannten „legalistischen Islamismus“ zu. Dieser sei verfassungsfeindlich, lehne aber Gewalt ab. Die IGMG versuche mit politischen Mitteln, ihren Mitgliedern ein islamkonformes Leben in Deutschland zu ermöglichen.
Die IGMG konnte gegen den Verfassungsschutz Nordrhein-Westfalen mit Beistand durch den Rechtsanwalt Michael-Hubertus von Sprenger sieben Unterlassungserklärungen einklagen. In mindestens einem Fall unterlag auch der Freistaat Bayern vor Gericht.
Die Beobachtung der IGMG von Seiten des Verfassungsschutzes wird neuerdings immer häufiger in Frage gestellt. Das Hamburger Landesamt für Verfassungsschutz etwa teilte im April 2014 mit, die Beobachtung der IGMG bereits eingestellt zu haben. Es gebe keine Anhaltspunkte für Bestrebungen gegen die freiheitlich demokratische Grundordnung. Im Mai kündigte auch das niedersächsische LfV eine Neubewertung an. Die IGMG sei nicht mehr eindeutig dem islamistischen Spektrum zuzuordnen. LfV-Präsidentin Maren Brandenburger sprach von einem Reformkurs, „der dafür spricht, dass die Gesamtorganisation nicht mehr eindeutig dem islamistischen Spektrum zugerechnet werden kann“. Im Juni 2014 veröffentlichte das LfV in Bremen seinen Bericht, in dem die IGMG nicht mehr aufgeführt wurde. Im April 2015 schloss sich auch das Land Schleswig-Holstein der Neubewertung an. Das Innenministerium teilte mit, dass „nicht mehr alle Gliederungen der IGMG als verfassungsfeindlich angesehen werden“ und die Beobachtung der IGMG als Ganzes eingestellt worden sei. Die Länder Nordrhein-Westfalen und Saarland führten die IGMG in ihren jeweiligen Jahresberichten für das Jahr 2014 ebenfalls nicht mehr auf. Seit dem Bericht für das Jahr 2016 steht die IGMG auch in Rheinland-Pfalz nicht mehr unter Beobachtung des LfV.

## Problematik der Steuerung durch die türkische Regierung
Ob oder wie weit die Islamische Gemeinschaft Milli Görüs in Deutschland durch die AKP, türkische Stellen oder die Diyanet gesteuert wird, wird von Fachleuten unterschiedlich beurteilt.
Der Bundesregierung ist die Teilnahme von Angehörigen der Türkischen Botschaft und Generalkonsulate an Veranstaltungen der DITIB, der Islamischen Gemeinschaft Millî Görüş (IGMG) oder des Verbandes der Islamischen Kulturzentren e. V. (VIKZ) bekannt." Mit dem AKP-Abgeordneten und ehemaligen Milli Görüs-Generalsekretär Mustafa Yeneroglu gibt es ein weiteres Element der Steuerung und Einflussnahme. Er leitet das „Wahl-Koordinationszentrum für das Ausland“ der AKP.
Hatte Millî Görüş ursprünglich ein oppositionelles Verhältnis zum türkischen Staat, sprechen Volker Beck und der ehemalige DITIB-Justitiar Murat Kayman bezogen auf das gewandelte Verhältnis der IGMG zum türkischen Staat von einer „Diyanetisierung“ der Organisation. In der Presse gilt die Organisation neben DITIB und ATIB als Teil von „Erdoğans Netzwerk“. Mit der Regierungsübernahme der islamisch orientierten AKP in der Türkei gelten die einst klaren Grenzen zwischen Ditib und Milli Görüş als verwischt. „Milli Görüs gilt als Erdogans politische Schule,“ schreibt der Journalist Kemal Hür. Wiederholt trat der Chef der Diyanet auch bei der IGMG in Deutschland auf. Für die Bundestagsabgeordnete Sevim Dağdelen gehört Milli Görüs zum „Erdogan-Netzwerk in Deutschland“. Der Journalist Eren Güvercin spricht davon, dass die IGMG und DITIB wie Heimatvertriebenen-Vereine agierten und dass das Amt für Auslandstürken über als Kulturprogramm vermarktete Jugendprogramme mit nationalistischer Indoktrinierung die Verbandsjugend „auf Linie“ bringe.
Laut Eigenangaben der IGMG arbeiten in ihren Gemeinden 35 Imame der Diyanet. Allerdings werde der Bundesregierung zufolge in der IGMG ein „Großteil der Religionsbeauftragten beziehungsweise Imame nicht durch das Diyanet entsandt“. Laut IGMG dient der Einsatz der Diyanet-Imame zur Überbrückung eines theologischen Engpasses, als Übergangslösung. Über das Präsidium für Auslandstürken und Verwandte Völker (YTB) werden Maßnahmen des Verbandes der Jugend- und Öffentlichkeitsarbeit finanziert. Im Gegenzug hat die Organisation wiederholt gemeinsam mit anderen türkisch-islamischen Verbänden und unter Mitwirkung von türkischen Botschaftspersonal zu türkeipolitischen Fragen politisch agiert und wird als Teil von „Erdogans Lobby“ in Deutschland bezeichnet. Die Islamwissenschaftlerin Susanne Schröter spricht von einer Vereinigung unterschiedlicher türkischstämmiger Organisationen unter Erdogans Agenda und führt als Beispiel die Verteidigung der DITIB in der Spionageaffäre durch die IGMG an. Die Zusammenarbeit von Ditib- und Milli-Görüs-Moscheevereinen in Deutschland wird als mehr oder weniger eng bezeichnet.
Die Bundesregierung teilte 2016 auf eine parlamentarische Anfrage mit, dass zu finanziellen Vernetzungen von IGMG und IGD keine belastbaren Erkenntnisse vorlägen; personell bestehe indes durch die zumindest zeitweise Tätigkeit des ehemaligen IGD-Funktionärs Ibrahim El-Zayat für die eng mit der IGMG verzahnte Europäische Moscheebau- und Unterstützungsgemeinschaft (EMUG) eine Verbindung. Hinsichtlich Verbindungen zur Union Internationaler Demokraten (UID) wies die Bundesregierung darauf hin, es gebe Hinweise darauf, dass in der Vergangenheit vereinzelt ehemalige Mitglieder oder Funktionäre der IGMG zur UID gewechselt sein sollen; Erkenntnisse über finanzielle Verbindungen zwischen IGMG und UID gebe es derweil nicht.
Gelegentlich setzt die AKP-nahe Organisation aber auch eigene Akzente und forderte zur Mäßigung in Auseinandersetzungen zwischen den Regierungen in Berlin und Ankara auf.

## Verfahren wegen Betrugs und Steuerhinterziehung
Im September 2017 begann vor dem Kölner Landgericht ein umfangreicher Betrugsprozess gegen vier Angeklagte aus der alten Führung der deutschen IGMG. Bei ihm geht es um Verschiebung von 5 Millionen, Steuerhinterziehung und Sozialversicherungsbetrug, was auch neue Erkenntnisse über die Frage der Steuerung von Milli Görüs aus dem Ausland zu Tage fördern könnte.